# لیلچو آرسوف
لیلچو آرسوف (بلغاری: Лилчо Арсов؛ زادهٔ ۱۶ اکتبر ۱۹۷۲) بازیکن فوتبال اهل بلغارستان است.
از باشگاه‌هایی که در آن بازی کرده است می‌توان به باشگاه فوتبال بوتو پلوودیو اشاره کرد.